# Algiers (1938)
Algiers (bra: Argélia) é um filme estadunidense em preto-e-branco de 1938, do gênero drama, dirigido por John Cromwell.
É uma refilmagem de Pépé le Moko, filme francês de 1937, dirigido por Julien Duvivier.

## Elenco
- Charles Boyer como Pepe le Moko
- Sigrid Gurie como Ines
- Hedy Lamarr como Gaby
- Joseph Calleia como inspetor Slimane
- Alan Hale como avô
- Gene Lockhart como Regis
- Walter Kingsford como inspetor chefe Louvain
- Paul Harvey como comissário Janvier
- Stanley Fields como Carlos
- Johnny Downs como Pierrot
- Charles D. Brown como Max
- Robert Greig como Giraux

## Principais prêmios e indicações
Oscar 1939 (EUA)
- Indicado nas categorias de melhor ator (Charles Boyer), melhor ator coadjuvante (Gene Lockhart), melhor direção de arte e melhor fotografia.[carece de fontes?]